# Macristis pharosalis
Macristis pharosalis is een vlinder uit de familie van de spinneruilen (Erebidae). De wetenschappelijke naam van de soort is voor het eerst geldig gepubliceerd in 1916 door Schaus. 
Een mannetje heeft een witachtig grijs lichaam met bruine cirkels. de voorvleugels hebben fijne lijnen die lichtbruin zijn. De vlinders zijn vooral te vinden in Sao Paulo, Brazilië.